# Josyne van Beethoven
Josyne of Josijne van Beethoven, geboren Josijne van Vlasselaer (Kampenhout, ca. 1540 - Brussel, 14 september 1595), was een vrouw, die na langdurige folteringen op de Brusselse Grote Markt als heks op de brandstapel werd omgebracht. Zij was gehuwd met Aert van Beethoven en moeder van vier kinderen. Josyne was een voorouder van Ludwig van Beethoven.
Van Beethoven werd op 5 augustus 1595 op bevel van de meier Jan-Baptist van Spoelberch in Kampenhout aangehouden op verdenking van hekserij (op "suspitie en inditie van toverije") en naar de gevangenis van Brussel gevoerd. Dorpelingen hadden de overledene ervan beschuldigd dat zij wel een pact met de duivel moest hebben, omdat er vier keer een paard was doodgevallen in het dorp, op een plaats waar zij was voorbij gekomen. Na haar aanhouding kwamen nog getuigenissen toe. Een paard had bloed geplast en was aan koliek doodgegaan, en een koe had melk gegeven die zuur was. Zij ontkende alle beschuldigingen, maar gaf ten slotte uitgeput op de pijnbank toe. Op de vraag naar "andere heksen" die ze kende, gaf ze de naam van haar buurvrouw Anna Verstande. Van Beethoven werd  "gecondemneerd tot de brand". Ze deed aan de vooravond van de executie nog een mislukte poging tot zelfmoord door het inslikken van potscherven.
Josynes echtgenoot moest machteloos op het verlies van vrouw en goederen toezien. Als antwoord op een smeekschrift aan het Brusselse Rekenkamer verkreeg Aert van Beethoven dat hij de helft van de verbeurd verklaarde echtelijke goederen mocht behouden. Wel moest hij de kosten voor aanhouding, verhoor, pijniging en verbranding betalen.